# Parafia Matki Bożej Częstochowskiej w Żabiej Woli
Parafia Matki Bożej Częstochowskiej w Żabiej Woli – parafia rzymskokatolicka, znajdująca się w archidiecezji lubelskiej, w dekanacie Lublin – Południe.
Liczba wiernych w parafii wynosi 2034.

## Historia parafii
W 1981 decyzją Kurii Biskupiej w Lublinie, postanowiono utworzyć punkt katechetyczny w Żabiej Woli. W 1983 na mocy rozporządzenia bp Bolesława Pylaka rozpoczęto organizowanie samodzielnego ośrodka duszpasterskiego. Organizatorem został mianowany ks. Tadeusz Pawlas. 29 maja 1983 bp. Bolesław Pylak poświęcił plac budowy przyszłej świątyni oraz pamiątkowy krzyż. Budowa trwała w rekordowym tempie, w niewykończonym kościele w tym samym roku odprawiono Pasterkę. 26 sierpnia 1984 bp Jan Śrutwa dokonał uroczystego poświęcenia świątyni. Parafię erygowano 11 lipca 1985, w jej skład weszły miejscowości: Żabia Wola, Pszczela Wola, Prawiedniki, Prawiedniki-Kolonia, Polanówka, Osmolice Pierwsze, należące dotąd do Parafii św. Floriana w Krężnicy Jarej. W 1987 od parafii odłączono wieś Prawiedniki-Kolonia i przyłączono do Parafii pw. Świętego Ducha w Ćmiłowie. 2 listopada 1986 bp Jan Śrutwa dokonał poświęcenia terenu pod przyszły cmentarz.
1 sierpnia 1993 na twarzy Matki Bożej Częstochowskiej znajdującej się w głównym ołtarzu pojawiły się krwawe łzy. Wieść o tym wydarzeniu w krótkim czasie obiegła całą Lubelszczyznę, trafiła na łamy prasy, radia i telewizji, a obraz Matki Bożej stał się obiektem czci. 3 września tegoż roku obraz zbadała specjalna komisja, wykluczając wpływ zwykłego zjawiska fizycznego na tworzenie się cieczy, lecz nie wydała oficjalnego werdyktu o działaniu sił nadprzyrodzonych. 